# Evangelický hřbitov v Moravské Ostravě
Evangelický hřbitov v Moravské Ostravě je zaniklý evangelický hřbitov v Moravské Ostravě (dnes součást Ostravy). Jeho výměra činila 8245 m2. Stával u silnice do Vítkovic poblíž Dolu Šalomoun, zhruba v místě dnešního salesiánského kostela.
Hřbitov byl založen roku 1858.
Roku 1862 byl na hřbitově postaven nákladem 10 000 zl. stavitelem Josefem Krausem novorománský kostelík; posvěcen byl 30. října 1862.
Poslední pohřeb se na hřbitově uskutečnil 26. listopadu 1921; o deset let později byl hřbitov zrušen.